# Škale
Škale je naselje u slovenskoj Općini Velenju. Škale se nalazi u pokrajini Štajerskoj i statističkoj regiji Savinjskoj. 

## Stanovništvo
Prema popisu stanovništva iz 2002. godine naselje je imalo 843 stanovnika.